# KEO
El satèl·lit KEO és una proposta de càpsula del temps en un satèl·lit programat per a ser llançat en el 2019 transportant missatges de persones, girarà al voltant de la terra a una distància de 1400 km i caurà en 50.000 anys. Aquest projecte rep el suport de la UNESCO (on se li va votar com a projecte del segle xxi), Hutchison Whampoa i l'Agència Espacial Europea, entre altres institucions.
El seu nom representa els tres sons més freqüentment usats en comú entre els idiomes més extensament parlats, K, E i  O.

## Els missatges
Es convida a cada persona que escrigui un missatge per als habitants del futur; el límit per rebre els missatges és fins a finals del 2018. Els missatges es podien enviar a la web o per correu tradicional. Els organitzadors van animar a tots que recol·lectessin missatges de nens, dels adults majors i dels analfabets per representar cada sector cultural i demogràfic a la Terra. El satèl·lit té capacitat de portar un missatge de quatre pàgines per a cadascun dels més de sis mil milions d'habitants al planeta. Una vegada que es llanci el satèl·lit, els missatges amb els noms personals transportats seran publicats lliurement a la web.

## L'altre contingut
KEO també portarà un diamant el qual contindrà una gota de sang humana i mostres d'aire, aigua de mar i sòl. El genoma humà de l'ADN serà gravat en una de les cares. El satèl·lit també portarà un rellotge astronòmic que demostri els índexs actuals de la rotació de diversos púlsars; fotografies de la gent de totes les cultures; “la biblioteca d'Alexandria contemporània”, i un compendi enciclopèdic del coneixement humà actual.

## Aspectes tècnics
Els missatges i la biblioteca seran codificats en DVD fets de cristall, resistents a les radiacions, amb instruccions simbòliques que mostraran als exploradors del futur com construir un lector de DVD, que probablement no existiran després de 50.000 anys.
El satèl·lit consta d'una esfera buida de 8 decímetres de diàmetre. L'esfera té gravat un mapa de la terra i està coberta per una capa d'alumini, una capa tèrmica i diverses capes de titani i altres materials pesants intercalats amb buit. L'esfera és resistent a la radiació còsmica, la reentrada a l'atmosfera, la brossa espacial, etc.
Quan el satèl·lit entri en l'atmosfera terrestre, la capa tèrmica produirà una aurora artificial per donar un senyal de la reentrada del satèl·lit. El satèl·lit passiu no portarà sistemes de comunicacions o de propulsió. Serà llançat mitjançant un Ariane 5, cap a una òrbita de 1800 km d'altura, des d'aquesta òrbita decaurà en uns 500 segles, la mateixa quantitat de temps que ha transcorregut des que els primers éssers humans van començar a dibuixar en les parets de les cavernes.

## Història del projecte
El projecte de KEO va ser concebut en 1994, per l'artista-científic francès Jean-Marc Philippe, pioner de l'art espacial. Els missatges van començar a ser recollits, amb una data inicial del llançament fixada pel 2001. La demostració de la viabilitat tècnica i altres retards han mogut la data del llançament el 2012/2013, esperant la terminació reeixida del coet Ariane 5

## Projectes similars
Diverses naus espacials anteriors han inclòs càpsules del temps per a éssers humans (o extraterrestres) en el futur llunyà. El satèl·lit LAGEOS (que tornarà a entrar l'atmosfera en 8,4 milions d'anys) conté una placa que demostra la configuració dels continents de la Terra en el passat, present, i futur. Les sondes espacials Pioneer 10 i Pioneer 11 contenen plaques amb informació il·lustrada sobre la seva època i lloc de l'origen.
Possiblement, les més famoses siguin les dels Programa Voyager, dues sondes espacials enviades a l'espai, les quals contenen discos d'or, contenint imatges i sons de la Terra, juntament amb les direccions simbòliques per trobar el registre i les dades que detallen la localització de la Terra.

## Cultura popular
- En el tercer episodi de la segona temporada de la sèrie La Terra sense humans s'esmenta a KEO com una de les últimes càpsules del temps en l'univers.